# 12. önálló csapatrepülő dandár
A Viktor Pavleno nevét viselő 12. önálló csapatrepülő dandár (ukránul: 12-та окрема бригада армійської авіації імені генерал-хорунжого Віктора Павленка), korábban 7. önálló csapatrepülő ezred (7-й окремий полк армійської авіації, magyar átírásban: 7-j okremij polk armijszkoji aviaciji) az Ukrán Fegyveres Erők Szárazföldi Csapatainak csapatrepülő alakulata, mely a 13. Hadtest kötelékébe tartozik. A Mi–24 harci helikopter és a Mi–8 szállító helikopter különféle változataival van felszerelve. Az ezreden a Lvivi területen, Novij Kalinyiv mellett állomásozik. Az egység kódja A–3913, parancsnoka Jurij Verbelcsuk.
Az ezred elődjét 1944. április 1-jén hozták létre a Csernyihivi területen fekvő Nyizsini légibázison a szovjet légierő 340. Repülőezredeként (az alakulat kódszáma 22672). Kezdetben Li–2-es szállító repülőgépeket üzemeltetett. Az egységnél 1955-ben jelentek meg az első Mi–4 típusú helikopterek, majd később a Mi–6-os helikopter. 1960 augusztusában áttelepítették jelenlegi diszlokációs helyére, a Lviv területen található Novij Kalinyiv melletti repülőtérre. Az ezred 1961–1968 között az 57. Légi hadsereg, 1968–1986 között a 14. Légi Hadsereg, majd 1986–1992 között a Kárpáti Katonai Körzet alárendeltségébe tartozott. 1968-ban részt vettek a Csehszlovákia elleni szovjet katonai intervencióban. A Mi–8-as típusú helikopterek 1970-ben álltak szolgálatba az ezrednél, majd 1986-ban kapta meg az egység az első Mi–26-os helikopterét. Az alakulat személyi állományból többen részt vettek az afganisztáni háborúban a 280. Önálló Helikopterezred kötelékében. A Szovjetunió felbomlása előtt a légierő harci és szállító helikoptereit a légierőtől áthelyezték a szárazföldi erőkhöz.  1990-ben 24 darab Mi–26 és 40 darab Mi-8 helikopterrel rendelkezett. A Szovjetunió felbomlása után, 1992. január 1-jétől ukrán fennhatóság alá került és továbbra is a szárazföldi erők alárendeltségében maradt mint csapatrepülő egység.
Repülő eszközeit Mi–24 harci helikopterek és Mi–8 szállító helikopterek alkotják. A Szovjetunió felbomlásakor az ezrednél 22 darab Mi–26 nehéz szállító helikopter volt. Ezeket napjainkra nagyrészt tartalékba helyezték, az üzemképes példányok száma nem ismert (2011-ben két darab üzemelt).  A harci feladatok (szárazföldi erők légi támogatása és szállítás) az ezrednek kutatás-mentési feladatai is vannak. az ezred két repülőszázadból áll. Az ezred 2. százada ENSZ és egyéb NATO irányítású missziókban történő részvételre van fenntartva. Az 1990-es évek közepétől a délszláv térségben láttak el békefenntartó feladatokat, majd az ezred Az egység 2007-től részt vesz az ENSZ nemzetközi békefenntartó missziójában. 2012-ben az alakulat helikopterei részt vettek a 2012-es labdarúgó-Európa-bajnokság biztosításában is.
Az ezred személyi állománya és helikopterei részt vesznek a kelt-ukrajnai orosz szeparatisták elleni műveletekben.
A dandár 2020-ban Viktor Pavlenko nevét vette fel.